# Prusinowo (Księży Dwór)
Prusinowo (niem. Pruschinowo) – część wsi Księży Dwór w Polsce, położona w województwie warmińsko-mazurskim, w powiecie działdowskim, w gminie Działdowo.
W latach 1975–1998 Prusinowo należało administracyjnie do województwa ciechanowskiego.
19 listopada 1811 r. w miejscowości urodził się powstaniec listopadowy i pamiętnikarz – Jan Bartkowski.